# Saab 98
El Saab 98 fue un automóvil construido por Saab en 1974 que nunca alcanzó la producción completa, dado que l proyecto quedó cancelado cuando se decidió no introducir un modelo intermedio entre el Saab 95 y el Saab 99.

## Historia
El Saab 98 originalmente se llamaba X14, y había sido diseñado por Björn Envall como un combi cupé basado en el Saab 95 y usando su piso. Sergio Coggiola, que ya había trabajado en el Saab Sonett III, ensambló el prototipo.
Solo se construyó una reducida cantidad de coches de prueba hasta 1976, antes de que el proyecto se abandonase cuando Saab decidió que no había lugar en el mercado para un automóvil entre el Saab 95 y el Saab 99.
El único 98 superviviente, con matrícula sueca AYX 330, comenzó su vida como un Saab 95 blanco registrado el 7 de septiembre de 1973. Actualmente está pintado de color 'marrón Siena', y se exhibe en el Museo Saab de Trollhättan.